# Krasznai Vilmos
Krasznai Vilmos (1996. július 23. –) magyar színész.

## Életpályája
Édesanyja Prokopp Dóra műsorvezető, édesapja Krasznai János fotográfus. Három testvére van: Sára, Róza és Bora. 2015-ben érettségizett a Szentendrei Református Gimnáziumban. 2016-2019 között a Pesti Magyar Színiakadémián tanult. 2019-2024 között a Színház- és Filmművészeti Egyetem zenés színész szakán tanult, Novák Eszter és Selmeczi György osztályában.

## Színházi szerepei

### Vígszínház[9]
- A Pál utcai fiúk - Barabás
- A padlás - Üteg a detektív másik balkeze
- A dzsungel könyve - Furkó farkas
- Szeget szeggel - Második zsoldos

### Orlai Produkció
- Macskazene - Dufausset[10]

## Rendezései
- Shakespeare: Hamlet
- Cseh - Bereményi: Frontátvonulás

## Filmes és televíziós szerepei
- Blokád (2022) - Antall György